# Суніта Лін Вільямс
Суніта Лін Вільямс (англ. Sunita Lyn Williams; 19 вересня 1965, Юклід) — офіцер ВМС США, астронавт NASA. 

## Військова служба
Службу на флоті, в командуванні береговими системами Військово-морських сил, почала в травні 1987 року. У листопаді отримала кваліфікацію офіцера-водолаза. Потім розпочала початкову льотну підготовку і в липні 1989 року стала льотчиком ВМС. Перейшовши в вертолітні війська, взяла участь у ряді бойових операцій (у тому числі «Щит пустелі») і рятувально-відновлювальних роботах (ліквідація наслідків урагану Ендрю в 1992 році).
Весь 1993 рік проходила підготовку в Школі льотчиків-випробувачів ВМС США (англ. United States Naval Test Pilot School). У січні 1994 року отримала призначення до Управління випробувань гвинтокрилих апаратів як керівник випробувань вертольота H-46 і пілот конвертоплана V-22 Osprey. Також випробовувала інші моделі авіаційної техніки. У грудні 1995 року повернулася в Школу льотчиків-випробувачів. До зарахування в загін астронавтів служила в авіагрупі в Норфолку.

## Польоти в космос
У своєму першому космічному польоті тривалістю 194 діб 18 годин 03 хвилини (10.12.2006 — 19.06.2007) вона встановила рекорд за тривалістю безперервного перебування жінки в космічному польоті, який був перевершений італійкою Самантою Крістофоретті тільки у 2015 році (199 діб). Суніта Вільямс здійснила також найбільшу кількість виходів у відкритий космос (сім) і є рекордсменкою серед жінок по сумарному часу роботи у відкритому космічному просторі (50 годин 40 хвилин).
На 7 травня 2024 року NASA спланувало запуск до МКС пілотованого транспортного космічного корабля CST-100 Starliner. До складу екіпажу Starliner були включені астронавти Баррі Вілмор та Суніта Вільямс.
Під час 24-годинного перельоту до МКС у космічного корабля CST-100 Starliner, на борту якого перебувала Суніта Вільямс, відбулось чотири аварійних витоки гелію і п'ять несправностей у 28 маневрових  двигунах. У NASA висловили занепокоєння стосовно можливості зіткнення «CST-100 Starliner» з МКС після відстиковки космічного корабля від станції, саме через його технічні несправності. В результаті, станом на грудень 2024 року, екіпаж CST-100 Starliner продовжує затримуватися на МКС. За запасним варіантом, який був погоджений з NASA, повернення екіпажу на Землю планувалося в лютому 2025 року, однак термін повернення знову було відтерміновано до початку місії Crew-10, яка стартує не раніше березня 2025 року.
18 березня 2025 року, о 23:57 (за київським часом), капсула космічного корабля Crew Dragon компанії SpaceX, на борту якої перебували Суніта Вільямс та Бутч Вілмор, успішно повернулася на Землю. Астронавти перебували на орбіті Землі протягом 9,5 місяців.

## Цікаві факти
16 квітня 2007 року Суніта Вільямс вперше здолала марафонську дистанцію, перебуваючи в космосі. Вона подолала дистанцію за 4 години 23 хвилин під час Бостонського марафону, перебуваючи на борту Міжнародної космічної станції.